# Glacier 3000 Run
La Glacier 3000 Run est une course de montagne reliant le village de Gstaad au sommet du Sex Rouge dans le canton de Berne en Suisse. Elle a été créée en 2008.

## Histoire
Bernhard Tschannen est nommé directeur marketing de la société Glacier 3000 AG en 2005. Il souhaite promouvoir le tourisme estival sur le site et souhaite trouver un moyen de le lier au village de Gstaad. Il a l'idée de créer une course de montagne reliant les deux sites avec un parcours ambitieux de 26 km de long et plus de 2 000 m de dénivelé positif,. La première édition a lieu le 9 août 2008. 330 coureurs y prennent le départ. Le Britannique Martin Cox s'y impose avec un temps de 2 h 20 min 2 s, établissant un record qui tient toujours. Chez les femmes, la Suissesse Claudia Landolt est la première gagnante.
Pour sa première participation à la course en 2015, Martina Strähl abaisse le record féminin à 2 h 33 min 33 s et se classe troisième scratch. Elle améliore son record l'année suivante en 2 h 32 min 4 s, fêtant sa centième victoire en carrière.
En 2017, pour fêter la dixième édition de l'événement, un marathon de montagne est proposé uniquement à cette occasion. Il rajoute une boucle supplémentaire au tracé après Gstaad pour obtenir une longueur de 42 km. Les vainqueurs sont le Britannique Tim Short et la Suissesse Andrea Huser. Cette édition bat également un record de participation avec 1 250 coureurs au départ, toutes distances confondues.
L'édition 2020 est annulée en raison de la pandémie de Covid-19.
Pour fêter la quinzième édition de l'événement en 2023, un kilomètre vertical est proposé, qui relie le col du Pillon à la station intermédiaire du téléphérique. Les Suisses Martin Anthamatten et Victoria Kreuzer s'y imposent.

## Parcours
Le départ est donné dans le village de Gstaad. Le parcours longe la Sarine jusqu'au village de Gsteig bei Gstaad, puis longe ensuite le Rüschbach jusqu'à la station inférieure du téléphérique de Reusch. Il monte ensuite à travers la forêt puis rejoint la station supérieur du téléphérique à Oldenegg. Il remonte le vallon de Martisberg puis le glacier du Sex Rouge jusqu'au sommet du Sex Rouge où est donnée l'arrivée. Il mesure 26,2 km pour 2 015 m de dénivelé positif et 115 m de dénivelé négatif.
La fin du parcours est légèrement modifiée en 2019. En raisons de fortes pluies, le passage sur le glacier est évité.
La canicule de 2022 rend le passage sur le glacier impossible. Le tracé est modifié sur le haut du parcours et est réduit d'un kilomètre.
En 2023, l'arrivée est abaissée à la station intermédiaire du téléphérique en raison de neige au sommet. Le parcours mesure environ 23 km de long.

## Vainqueurs
| Année | Hommes                                              | Temps                                               | Femmes                                              | Temps                                               |
| ----- | --------------------------------------------------- | --------------------------------------------------- | --------------------------------------------------- | --------------------------------------------------- |
| 2008  | Martin Cox                                          | 2 h 20 min 2 s                                      | Claudia Landolt                                     | 2 h 46 min 9 s                                      |
| 2009  | Martin Cox                                          | 2 h 27 min 5 s                                      | Claudia Landolt                                     | 2 h 46 min 57 s                                     |
| 2010  | Martin Cox                                          | 2 h 21 min 57 s                                     | Daniela Gassmann-Bahr                               | 2 h 45 min 57 s                                     |
| 2011  | Martin Cox                                          | 2 h 22 min 40 s                                     | Daniela Gassmann-Bahr                               | 2 h 44 min 5 s                                      |
| 2012  | Christian Seiler                                    | 2 h 23 min 47 s                                     | Daniela Gassmann-Bahr                               | 2 h 41 min 19 s                                     |
| 2013  | Joseph Gray                                         | 2 h 20 min 51 s                                     | Daniela Gassmann-Bahr                               | 2 h 39 min 29 s                                     |
| 2014  | Isaac Toroitich Kosgei                              | 2 h 23 min 15 s                                     | Daniela Gassmann-Bahr                               | 2 h 42 min 26 s                                     |
| 2015  | Philipp Feuz                                        | 2 h 30 min 5 s                                      | Martina Strähl                                      | 2 h 33 min 33 s                                     |
| 2016  | Eric Muthomi Riungu                                 | 2 h 23 min 9 s                                      | Martina Strähl                                      | 2 h 32 min 4 s                                      |
| 2017  | Shaban Mustafa                                      | 2 h 32 min 49 s                                     | Michelle Maier                                      | 2 h 41 min 34 s                                     |
| 2018  | Tefera Mekonen                                      | 2 h 32 min 49 s                                     | Michela Segalada                                    | 2 h 46 min 27 s                                     |
| 2019  | Christian Mathys                                    | 2 h 19 min 37 s                                     | Petra Eggenschwiler                                 | 2 h 51 min 50 s                                     |
| 2020  | Course annulée en raison de la pandémie de Covid-19 | Course annulée en raison de la pandémie de Covid-19 | Course annulée en raison de la pandémie de Covid-19 | Course annulée en raison de la pandémie de Covid-19 |
| 2021  | Benedkit Hoffmann                                   | 2 h 27 min 5 s                                      | Karen Schultheiss                                   | 3 h 9 min 47 s                                      |
| 2022  | Geoffrey Gikuni Ndungu                              | 2 h 17 min 49 s                                     | Victoria Kreuzer                                    | 2 h 46 min 12 s                                     |
| 2023  | Vitaliy Shafar                                      | 1 h 50 min 58 s                                     | Alexandra Wallimann                                 | 2 h 20 min 42 s                                     |
| 2024  | Vitaliy Shafar                                      | 2 h 23 min 9 s                                      | Daniela Aeschbacher                                 | 2 h 57 min 19 s                                     |
| 2025  | Christian Mathys                                    | 2 h 26 min 1 s                                      | Petra Eggenschwiler                                 | 3 h 1 min 47 s                                      |

 Record de l'épreuve